# Quảng Ninh, Triệu Khánh
Quảng Ninh (广宁县) là một huyện thuộc địa cấp thị Triệu Khánh, tỉnh Quảng Đông, Trung Quốc, 2.380 km², dân số. 540.000, mã số bưu chính 526300。Huyện lỵ đóng tại trấn Nam Nhai.

## Các đơn vị hành chính
Huyện này có 20 đơn vị hành chính trực thuộc:

## Trấn
- Nam Nhai, Xích Hàng, Bắc Thị, Giang Đồn, Liên Hòa, Đàm Bố, Bài Sa, Thạch Giản, Tân Hưởng, Hoành Sơn, Ngũ Hòa, Mộc Cách, Châu Tử, Cổ Thủy, Hàng Khẩu, Loa Cương, Thạch Trớ,Thanh Quế, Quỳ Động.

## Hương
- Thâm Hàng.